# T's AIR

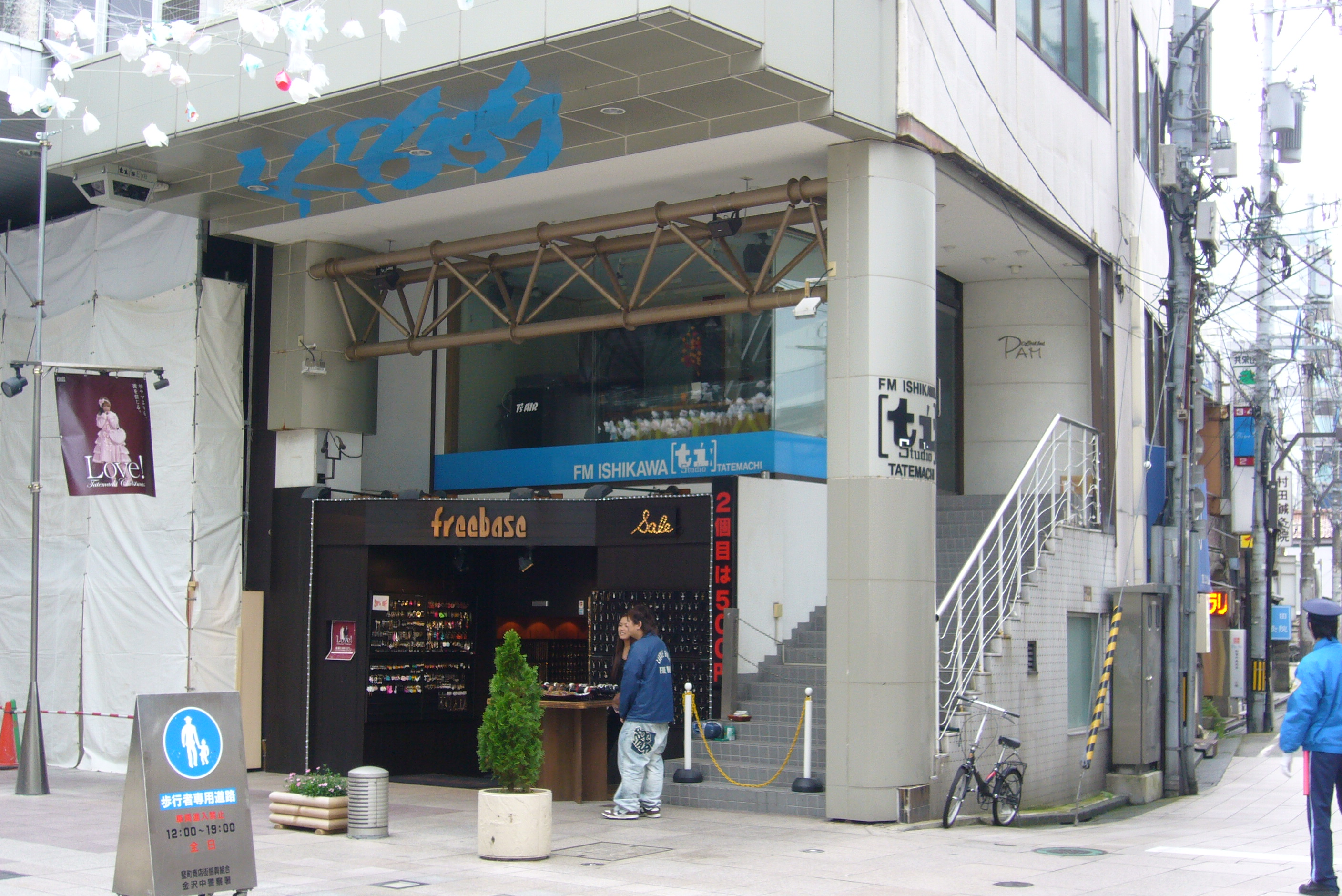
サテライトスタジオ「Studio 【ti:】」

『T's AIR』（ティーズ・エアー）は、エフエム石川で1998年10月1日から2009年3月31日まで夕方の時間帯に放送されていたラジオ番組である。

## 概要
この番組は、石川県金沢市竪町にエフエム石川と竪町商店街振興組合が共同でサテライトスタジオ（Studio 【ti:】）を開設して放送がスタートした。
番組名およびスタジオの由来は、Tatemachi（竪町）、Talk（トーク）、Trend（トレンド）、Tenderness（優しさ）、Thanks（感謝）、Try（挑戦）、Trust（信頼）の頭文字のほかにTenth anniversary（エフエム石川10周年）の意味も込められている。
番組では、時折竪町のショップやバーゲンなどの情報も取り入れながら放送された。放送時には、竪町の商店街に設置されている筒状のスピーカーから放送がオンエアされていた。
「Studio 【ti:】」が2009年3月31日に閉鎖するのに合わせ、番組は同日をもって10年半の放送に幕を閉じた。

## 特徴
- エフエム石川は、選曲基準が非常に厳しい局である（エフエム石川#インターネット配信を参照）。この番組ももちろん例外ではない。
- アーティストのゲストが来たときは、周囲に観衆が押し寄せる事もあった。
- スタジオは2階にあるため、観衆は上を見上げないといけないので、直にアーティストが見られるエフエム石川の本社スタジオ（オープンスタジオになっている）で、お気に入りのアーティストを見るリスナーも多かった。
- ちなみに、パーソナリティの斉藤光子と庄子久子は現在はエフエム仙台でパーソナリティを担当している。

## パーソナリティ
- 渡辺寿子（番組開始当初のパーソナリティ）
- 森下祥（1999年4月1日 - ?）
- 斉藤光子（? - 2004年3月31日）
- 庄子久子（2004年4月1日 - 2008年3月31日）
- 南早苗（2008年4月1日 - 2009年3月31日）

## 主なコーナー
- T's BOARD
  - 金沢市からの広報とアーティストからのメッセージ。月曜17時台最初のコーナー。
- 同志社女子大学 T's CHECK
  - 高校訪問や同志社女子大学のインフォメーションを放送。毎年7月から12月末までの放送。

## 放送時間の変遷
- 1998年10月1日 - 2001年3月29日：16:00 - 17:30
- 2001年4月2日 - 2006年3月30日：16:00 - 17:20
- 2006年4月3日 - 2009年3月31日：16:00 - 17:55
  - この時期より、『ON THE WAY COMEDY 道草』が内包される（それまでは、17:20から別番組で放送）。また、17時台後半は「ヘッドラインニュース」や「ウェザーインフォメーション」を放送。